# Ігране
Ігране (хорв. Igrane) — населений пункт у Хорватії, у Сплітсько-Далматинській жупанії у складі громади Подгора.

## Населення
Населення за даними перепису 2011 року становило 399 осіб.
Динаміка чисельності населення поселення:

## Клімат
Середня річна температура становить 13,84 °C, середня максимальна – 25,29 °C, а середня мінімальна – 1,71 °C. Середня річна кількість опадів – 874 мм.
| Клімат поселення                              | Клімат поселення | Клімат поселення | Клімат поселення | Клімат поселення | Клімат поселення | Клімат поселення | Клімат поселення | Клімат поселення | Клімат поселення | Клімат поселення | Клімат поселення | Клімат поселення | Клімат поселення |
| Показник                                      | Січ.             | Лют.             | Бер.             | Квіт.            | Трав.            | Черв.            | Лип.             | Серп.            | Вер.             | Жовт.            | Лист.            | Груд.            |                  |
| Середній максимум, °C                         | 10,27            | 10,32            | 12,76            | 15,98            | 20,73            | 24,81            | 25,29            | 25,22            | 21,54            | 17,66            | 13,07            | 10,04            |                  |
| Середня температура, °C                       | 5,98             | 6,04             | 8,48             | 11,70            | 16,45            | 20,55            | 22,65            | 22,57            | 18,87            | 15,00            | 10,41            | 7,38             |                  |
| Середній мінімум, °C                          | 1,71             | 1,77             | 4,22             | 7,41             | 12,18            | 16,27            | 19,98            | 19,91            | 16,22            | 12,36            | 7,76             | 4,72             |                  |
| Норма опадів, мм                              | 84               | 73               | 74               | 73               | 60               | 49               | 34               | 50               | 71               | 97               | 112              | 97               |                  |
| Середньомісячна швидкість вітру, м/с          | 3.53             | 3.87             | 3.92             | 3.50             | 3.07             | 2.82             | 2.86             | 2.69             | 3.03             | 3.19             | 3.94             | 4.04             |                  |
| Середньомісячна сонячна радіація, кДж/м²·день | 5596             | 8293             | 12074            | 16399            | 20029            | 23165            | 24946            | 21783            | 16227            | 10583            | 6126             | 4791             |                  |
| --------------------------------------------- | ---------------- | ---------------- | ---------------- | ---------------- | ---------------- | ---------------- | ---------------- | ---------------- | ---------------- | ---------------- | ---------------- | ---------------- | ---------------- |
| Джерело:                                      |                  |                  |                  |                  |                  |                  |                  |                  |                  |                  |                  |                  |                  |